# 포클랜드 제도 분쟁
포클랜드 제도는 아르헨티나의 티에라델푸에고섬에서는 400여km 떨어져 있는 섬이다. 실효 지배는 현재 영국으로, 인접 국가인 아르헨티나가 영유권을 주장하고 있어, 이와 관련된 영유권 분쟁을 말한다.
그러나 거리상으로 볼 때에는 포클랜드 제도는 영국과 약 13,000km, 아르헨티나와는 약 400km 떨어져 있다.
포클랜드 제도에 대한 분쟁은 아르헨티나와 영국이 역사와 지리적 위치와 관련 있으며, 현재까지 양국의 논쟁이 계속해서 이어지고 있는 영토 분쟁이다.
- 역사를 살펴보면

아르헨티나는 과거 에스파냐의 식민지로 오랜 식민 지배 끝에 1816년 독립을 선포하였다. 당시 포클랜드 제도는 영국과 에스파냐가 각각 1774년, 1811년 철수한 상황이었다. 이에 아르헨티나 정부는 1820년 포클랜드 제도가 아르헨티나의 영토임을 선포하였다. 하지만 이후 당시 세계 최강이던 영국이 영유권을 주장하면서 아르헨티나의 영유권 주장은 힘을 잃어갔다. 마침내 1833년 영국은 무력으로 포클랜드 제도를 점령하였다. 이후 포클랜드 제도는 영국령이 되었다. 포클랜드 제도가 영국의 수중으로 들어간 지 150여 년이 흐른 뒤 군부 정권 하의 아르헨티나는 1982년 영국에 선전포고 없이 포클랜드 제도를 공격하여 점령하였다. 그러나 영국군이 72일 만에 탈환에 성공하면서 아르헨티나는 포클랜드 제도 영유권 주장에 큰 타격을 입게 되었다.
- 자원을 둘러싼 갈등

최근 천연 자원이 매장되어 있는 사실이 알려지면서 다시 논쟁이 격화되고 있는 추세이다.

## 같이 보기
- 포클랜드 제도
- 영국과 아르헨티나 사이에 벌인 분쟁